# エアエミネム
エアエミネムとは、日本の競走馬、種牡馬である。馬名は冠名の「エア」とアメリカ合衆国のヒップホップMCであるエミネムから。同じ馬主の持ち馬にエミネムの愛称である「スリム・シェイディ（Slim Shady）」が由来のエアシェイディという名の馬もいる。

## 経歴

### 競走馬時代
2001年2月25日、デビュー戦となった東京競馬場での3歳新馬戦（ダート1800メートル）ではミルコ・デムーロ騎手が騎乗し、1番人気に支持されるも6着。続く新馬戦を制しデビュー2戦目で初勝利を挙げる。その後4戦は1番人気に支持され、若草ステークスで8着となった以外は全て勝利した。そして初の重賞挑戦となる札幌記念では、2番人気に支持され、同年のダービー馬で1番人気のジャングルポケットらを相手に重賞初勝利を挙げた。続く神戸新聞杯も、サンライズペガサス、クロフネ、ダンツフレーム、アグネスゴールドといった強豪馬達を相手に1番人気に支持され、サンライズペガサスにクビ差で先着し重賞2勝目を挙げた。そして、クラシックの最後のレース菊花賞は、3番人気で3着だった。外国産馬として初めて菊花賞に出走した馬となった。本レースでは場内実況も担当していたラジオたんぱ北野守アナウンサーが勝馬のマンハッタンカフェと当馬を取り違え実況し、JRAが公式に謝罪する事態となった。
その後は脚部不安に悩まされた。 2002年、復帰戦となったカシオペアステークスは、2番人気に支持されるも12着と惨敗の結果に終わった。続く鳴尾記念は2番人気で5着だった。
2003年、日経新春杯は3番人気で6着、東京リニューアル記念では久々に1番人気に支持されたが、タップダンスシチー、レディパステルに続く3着だった。金鯱賞では7番人気だったが、タップダンスシチー、ツルマルボーイに続く3着となった。続く函館記念では、1番人気に支持されレースを制し重賞3勝目を挙げた。札幌記念と函館記念を制した馬は史上2頭目である。次走の札幌記念ではサクラプレジデントのクビ差で2着となり、同一年の函館記念、札幌記念連勝を逃した。その後オールカマーを1番人気で制した。
その後天皇賞かジャパンカップを目指していたものの、骨膜炎で放牧に出された。怪我自体は大したものではなかったが、種付け申し込みが多いことから急遽種牡馬入りが発表されそのまま引退した。同年春に急死した父のデインヒルの後継として、その時点でシンジケートは満口となっていた。

### 種牡馬時代
2004年、春よりブリーダーズスタリオンステーションで種牡馬となり、60頭に種付けを行った。
2005年、ファーストクロップとなる産駒が誕生し、後に41頭が血統登録された。この年は44頭に種付けを行った。
2007年、8月14日に旭川競馬場で行われた2歳未勝利戦（ダート1000m）で、産駒のピーチパールが勝利した。この勝利が地方、中央通じての産駒初勝利となった。そして10月28日に東京競馬場で行われた2歳未勝利戦（芝1800m）を産駒のエアキリヤンが勝利し、産駒が中央初勝利を挙げた。
2008年12月10日、フランスへの輸出が決定した。2012年まで供用された。

## 競走成績
以下の内容は、netkeiba.comおよびJBISサーチに基づく。
| 年月日     | 競馬場 | 競走名                     | 格   | 頭数 | 枠番 | 馬番 | オッズ （人気） | オッズ （人気） | 着順 | 騎手       | 斤量   | 距離（馬場）  | タイム （上り3F） | タイム 差 | 勝ち馬/（2着馬）     |
| ---------- | ------ | -------------------------- | ---- | ---- | ---- | ---- | --------------- | --------------- | ---- | ---------- | ------ | ------------- | ----------------- | --------- | -------------------- |
| 2001.02.25 | 阪神   | 3歳新馬                    |      | 13   | 6    | 9    | 01.9            | （1人）         | 06着 | M.デムーロ | 55kg   | ダ1800m（稍） | 1:57.0（40.5）    | -1.7      | ヒカリホーオー       |
| 0000.03.04 | 阪神   | 3歳新馬                    |      | 13   | 6    | 9    | 02.7            | （1人）         | 01着 | 松永幹夫   | 55kg   | 芝2000m（重） | 2:06.4（34.7）    | -0.3      | (プレシャスソング)   |
| 0000.03.24 | 阪神   | 3歳500万下                 |      | 10   | 1    | 1    | 01.7            | （1人）         | 01着 | 四位洋文   | 55kg   | 芝2200m（良） | 2:12.9（34.7）    | -0.3      | (アデレードシチー)   |
| 0000.04.14 | 阪神   | 若草S                      | OP   | 8    | 2    | 2    | 01.6            | （1人）         | 08着 | 四位洋文   | 55kg   | 芝2200m（良） | 2:14.6（37.1）    | -0.7      | マイネルライツ       |
| 0000.05.27 | 東京   | 駒草賞                     | OP   | 8    | 1    | 1    | 02.2            | （1人）         | 01着 | 武豊       | 56kg   | 芝2000m（重） | 2:03.6（34.5）    | -0.7      | (メイクマイデイ)     |
| 0000.07.08 | 函館   | 巴賞                       | OP   | 11   | 5    | 5    | 03.7            | （1人）         | 01着 | 松永幹夫   | 51kg   | 芝1800m（良） | 1:48.3（35.1）    | -0.2      | (アンブラスモア)     |
| 0000.08.19 | 札幌   | 札幌記念                   | GII  | 9    | 2    | 2    | 05.8            | （2人）         | 01着 | 蛯名正義   | 53kg   | 芝2000m（良） | 2:00.1（34.4）    | -0.4      | (ファイトコマンダー) |
| 0000.09.23 | 阪神   | 神戸新聞杯                 | GII  | 12   | 8    | 12   | 01.8            | （1人）         | 01着 | 松永幹夫   | 56kg   | 芝2000m（良） | 1:59.5（34.5）    | -0.0      | (サンライズペガサス) |
| 0000.10.21 | 京都   | 菊花賞                     | GI   | 15   | 5    | 8    | 04.5            | （3人）         | 03着 | 松永幹夫   | 57kg   | 芝3000m（良） | 3:07.4（34.4）    | -0.2      | マンハッタンカフェ   |
| 2002.11.02 | 京都   | カシオペアS                | OP   | 16   | 7    | 13   | 05.1            | （2人）         | 12着 | 松永幹夫   | 59kg   | 芝1800m（良） | 1:47.4（35.9）    | -0.6      | ビッグゴールド       |
| 0000.120.8 | 阪神   | 鳴尾記念                   | GIII | 16   | 7    | 14   | 05.2            | （2人）         | 05着 | 松永幹夫   | 58kg   | 芝2000m（良） | 2:00.1（36.1）    | -0.6      | イブキガバメント     |
| 2003.01.19 | 京都   | 日経新春杯                 | GII  | 13   | 8    | 13   | 07.2            | （3人）         | 06着 | 松永幹夫   | 58kg   | 芝2400m（良） | 2:26.8（35.9）    | -1.0      | バンブーユベントス   |
| 0000.04.26 | 東京   | 東京競馬場リニューアル記念 | OP   | 13   | 5    | 7    | 03.7            | （1人）         | 03着 | 武豊       | 57.5kg | 芝2400m（良） | 2:24.5（35.2）    | -0.8      | タップダンスシチー   |
| 0000.05.31 | 中京   | 金鯱賞                     | GII  | 14   | 1    | 1    | 15.0            | （7人）         | 03着 | 蛯名正義   | 58kg   | 芝2000m（稍） | 1:59.2（35.7）    | -0.3      | タップダンスシチー   |
| 0000.07.27 | 函館   | 函館記念                   | GIII | 15   | 3    | 4    | 04.3            | （1人）         | 01着 | 蛯名正義   | 58kg   | 芝2000m（良） | 1:59.9（35.5）    | -0.3      | (ヒマラヤンブルー)   |
| 0000.08.24 | 札幌   | 札幌記念                   | GII  | 9    | 7    | 7    | 01.7            | （1人）         | 02着 | 蛯名正義   | 57kg   | 芝2000m（良） | 2:00.3（34.4）    | -0.0      | サクラプレジデント   |
| 0000.09.28 | 中山   | オールカマー               | GII  | 10   | 7    | 8    | 01.4            | （1人）         | 01着 | 蛯名正義   | 58kg   | 芝2200m（良） | 2:14.4（34.9）    | -0.1      | (ファストタテヤマ)   |

## 血統表
| エアエミネムの血統       | エアエミネムの血統                                                       | エアエミネムの血統                                                       | （血統表の出典）                                                         | （血統表の出典） |
| 父系                     | ダンジグ系                                                               | ダンジグ系                                                               | ダンジグ系                                                               | [ § 2 ]          |
| 父 *Danehill 1986 鹿毛   | 父の父Danzig 1977 鹿毛                                                   | Northern Dancer                                                          | Nearctic                                                                 | Nearctic         |
| 父 *Danehill 1986 鹿毛   | 父の父Danzig 1977 鹿毛                                                   | Northern Dancer                                                          | Natalma                                                                  |                  |
| 父 *Danehill 1986 鹿毛   | 父の父Danzig 1977 鹿毛                                                   | Pas de Nom                                                               | Admiral's Voyage                                                         | Admiral's Voyage |
| 父 *Danehill 1986 鹿毛   | 父の父Danzig 1977 鹿毛                                                   | Pas de Nom                                                               | Petitioner                                                               |                  |
| 父 *Danehill 1986 鹿毛   | 父の母Razy Ana 1981 鹿毛                                                 | His Majesty                                                              | Ribot                                                                    | Ribot            |
| 父 *Danehill 1986 鹿毛   | 父の母Razy Ana 1981 鹿毛                                                 | His Majesty                                                              | Flower Bowl                                                              |                  |
| 父 *Danehill 1986 鹿毛   | 父の母Razy Ana 1981 鹿毛                                                 | Spring Adieu                                                             | Buckpasser                                                               | Buckpasser       |
| 父 *Danehill 1986 鹿毛   | 父の母Razy Ana 1981 鹿毛                                                 | Spring Adieu                                                             | Natalma                                                                  |                  |
| 母 Kissagram 1990 黒鹿毛 | 母の父Alysheba 1984 鹿毛                                                 | Alydar                                                                   | Raise a Native                                                           | Raise a Native   |
| 母 Kissagram 1990 黒鹿毛 | 母の父Alysheba 1984 鹿毛                                                 | Alydar                                                                   | Sweet Tooth                                                              |                  |
| 母 Kissagram 1990 黒鹿毛 | 母の父Alysheba 1984 鹿毛                                                 | Bel Sheba                                                                | Lt.Stevens                                                               | Lt.Stevens       |
| 母 Kissagram 1990 黒鹿毛 | 母の父Alysheba 1984 鹿毛                                                 | Bel Sheba                                                                | Belthazar                                                                |                  |
| 母 Kissagram 1990 黒鹿毛 | 母の母Dancing Goddess 1985 鹿毛                                          | Nijinsky                                                                 | Northern Dancer                                                          | Northern Dancer  |
| 母 Kissagram 1990 黒鹿毛 | 母の母Dancing Goddess 1985 鹿毛                                          | Nijinsky                                                                 | Flaming Page                                                             |                  |
| 母 Kissagram 1990 黒鹿毛 | 母の母Dancing Goddess 1985 鹿毛                                          | Producer                                                                 | Nashua                                                                   | Nashua           |
| 母 Kissagram 1990 黒鹿毛 | 母の母Dancing Goddess 1985 鹿毛                                          | Producer                                                                 | Marion                                                                   |                  |
| 母系(F-No.)              | 8号族(FN:8-i)                                                            | 8号族(FN:8-i)                                                            | 8号族(FN:8-i)                                                            | [ § 3 ]          |
| 5代内の近親交配          | Northern Dancer3x4=18.75%、Natalma4.4x5=15.63%、Native Dancer5.5x5=9.38% | Northern Dancer3x4=18.75%、Natalma4.4x5=15.63%、Native Dancer5.5x5=9.38% | Northern Dancer3x4=18.75%、Natalma4.4x5=15.63%、Native Dancer5.5x5=9.38% | [ § 4 ]          |
| 出典                     | 1. 2. 3. 4.                                                              | 1. 2. 3. 4.                                                              | 1. 2. 3. 4.                                                              | 1. 2. 3. 4.      |

- 3代母Producerの子孫にファウストラーゼン（弥生賞ディープインパクト記念）